# Arañó (Lérida)
Arañó (en catalán y oficialmente, L'Aranyó) es un pueblo español del municipio de Plans d'El Sió (Lérida) situado en la ribera del río Sió, a 461 m de altitud, a 6 km de Cervera, actualmente prácticamente deshabitado.
En el castillo del pueblo nació el escritor Manuel de Pedrolo; también son destacables dos grandes rocas, no lejos del núcleo urbano, conocidas como els pallers de pedra por su forma, y que dieron lugar a una leyenda popular.

## Geografía humana

### Demografía
| Gráfica de evolución demográfica de Arañó entre 1842 y 1970 |
| |
| Población de derecho según los censos de población del INE Población de hecho según los censos de población del INEEntre el censo de 1857 y el anterior, crece el término del municipio porque incorpora a 255087 (Canos), 255136 (Concabella), 255196 (Hostafranchs), 255240 (Molle), 255242 (Moncortés), 255307 (La Ratera). Entre el censo de 1981 y el anterior, este municipio desaparece porque se integra en el municipio 25911 (Plans d'El Sió) |